# Kanton Aubenton
Kanton Aubenton (fr. Canton d'Aubenton) byl francouzský kanton v departementu Aisne v regionu Pikardie. Tvořilo ho 13 obcí. Zrušen byl po reformě kantonů 2014.

## Obce kantonu
- Any-Martin-Rieux
- Aubenton
- Beaumé
- Besmont
- Coingt
- Iviers
- Jeantes
- Landouzy-la-Ville
- Leuze
- Logny-lès-Aubenton
- Martigny
- Mont-Saint-Jean
- Saint-Clément